# Genova
Genova (tên trong phương ngôn Genova: Zena) là một thành phố và cảng biển ở phía bắc của Ý, thủ phủ của tỉnh Genova và của miền Liguria. Thành phố có dân số khoảng 601.338, khu vực đô thị có dân số khoảng 871.733.
Genua là một thành phố của người Liguria cổ đại. Tên của nó có lẽ bắt nguồn từ tiếng Liguria, nghĩa là "đầu gối" (từ *genu trong tiếng tiền Ấn-Âu - Proto-Indo-European), i.e. "góc", từ vị trí địa lý của nó, do đó cũng tương tự như cái tên Geneva. Theo cách diễn giải khác, cái tên được nói là xuất phát từ Janua ("cổng") trong tiếng Latin, vị thần hai đầu Janus, hay là một từ cổ có nghĩa là "người nước ngoài", bởi vì những người định cư sớm nhất ở đây được xem như là người nước ngoài bởi cộng đồng dân số xung quanh đó.

## Cờ

Cờ của thành phố Genova

Cờ của Genova là cờ của Thánh George, một chữ thập đỏ trên nền trắng, giống hệt như cờ của Anh. Cờ của Genova được bắt chước theo bởi Anh và thành phố London vào năm 1190 để các thuyền của họ khi đi vào Địa Trung Hải được hưởng sự bảo trợ từ hạm đội hùng mạnh của thành Genova. Cộng hòa Genova hàng hải đang lớn mạnh và trở thành, cùng với đối thủ là Venezia, một trong những thế lực quan trọng trên thế giới. Vua Anh phải cống nạp hàng năm cho Doge của Genova để hưởng đặc quyền đó. Giữa Anh và Genova, hai quốc gia thương mại và hàng hải, luôn luôn có một quan hệ lâu đời và đặc biệt. Genova được xem như là "thành phố Anh hóa nhất ở Ý".

## Lịch sử

### Lịch sử cổ đại
Lịch sử của Genova đi từ thời cổ đại. Một nghĩa địa thành phố, có tuổi từ thế kỉ 6 đến thế kỉ 5 TCN, đã chứng tỏ sự chiếm đóng của nơi này bởi người Hy Lạp, nhưng cảng biển có thể được dùng từ rất lâu trước đó, có lẽ là bởi người Etrusc. Bị tàn phá bởi người Carthage vào năm 209 TCN, thành phố này được xây dựng lại bởi Roma, dưới thời đó thành phố có các quyền tự chủ và xuất khẩu da, gỗ, và mật. Tuy là vẫn trung thành với Roma trong khi những người Liguria và người Celt ở phía bắc nước Ý ngả theo người Carthage trong Chiến tranh Punic lần thứ hai, tầm quan trọng của nó như là một thành phố cảng La Mã đã bị làm giảm đi bởi sự đi lên của Vada Sabatia, gần Savona hiện đại.
Sau sự suy tàn của Đế chế La mã, Genova bị chiếm đóng bởi người Ostrogoth, sau đó là người Lombard. Vài thế kỉ theo sau đó, Genova chỉ không hơn không kém một trung tâm đánh cá ít người biết đến, từ từ xây dựng đội tàu buôn và trở thành một hạm đội thương mại dẫn đầu của vùng Địa Trung Hải. Thành phố bị cướp và đốt cháy vào năm 934 bởi cướp biển Ả Rập nhưng điều này không làm gián đoạn sự phát triển của thành phố về mặt lâu dài.

### Trung cổ và thời phục hưng
Trước năm 1100, Genova nổi lên như một thành phố-nước độc lập. Theo danh nghĩa, hoàng đế của Đế chế La Mã Thần thánh là nhà thống trị tối cao và giám mục của Genova là thị trưởng của thành phố; tuy nhiên, quyền lực thật sự nằm trong một số các "consuls" được bầu lên hàng năm bởi một hội đồng phổ thông. Genova là trong các "Cộng hòa hàng hải" (Repubbliche Marinare), cùng với Venezia, Pisa và Amalfi) và thương mại, đóng tàu và ngân hàng giúp hỗ trợ cho một trong những hạm đội hải quân lớn nhất và hùng mạnh nhất vùng Địa Trung Hải. Cộng hòa Genova trải khắp Liguria hiện đại và Piedmont, Sardegna, Corse và thục tế là điều khiển hoàn toàn vùng biển Tyrrhenia. Thông qua sự tham gia của quân Genova trong các Thập tự chinh, các thuộc địa được thiết lập trong vùng Trung Đông, trong vùng Aegea ở Sicilia và Bắc châu Phi. Những chiến sĩ Thập tự chinh người Genova đem về quê nhà một cốc thủy tinh màu xanh từ Levant, mà người Genova từ lâu đã xem như là Holy Grail.
Sự sụp đổ của các nước Thập tự chinh được bù trừ bởi sự liên minh của Genova với Đế chế Byzantine, mở ra những cơ hội phát triển vào trong vùng Biển Đen và Krym. Những tranh chấp giữa các gia đình quyền lực, giữa các dòng họ Grimaldi, Doria, Spinola và các họ khác, gây ra nhiều ngắt quãng, nhưng nhìn chung nước cộng hòa được điều hành như một công việc thương mại. Đỉnh cao của chính trị Genova đến với chiến thắng của thành phố đánh bại Pisa vào năm 1284, và đối thủ lâu đời, Venezia, vào năm 1298.

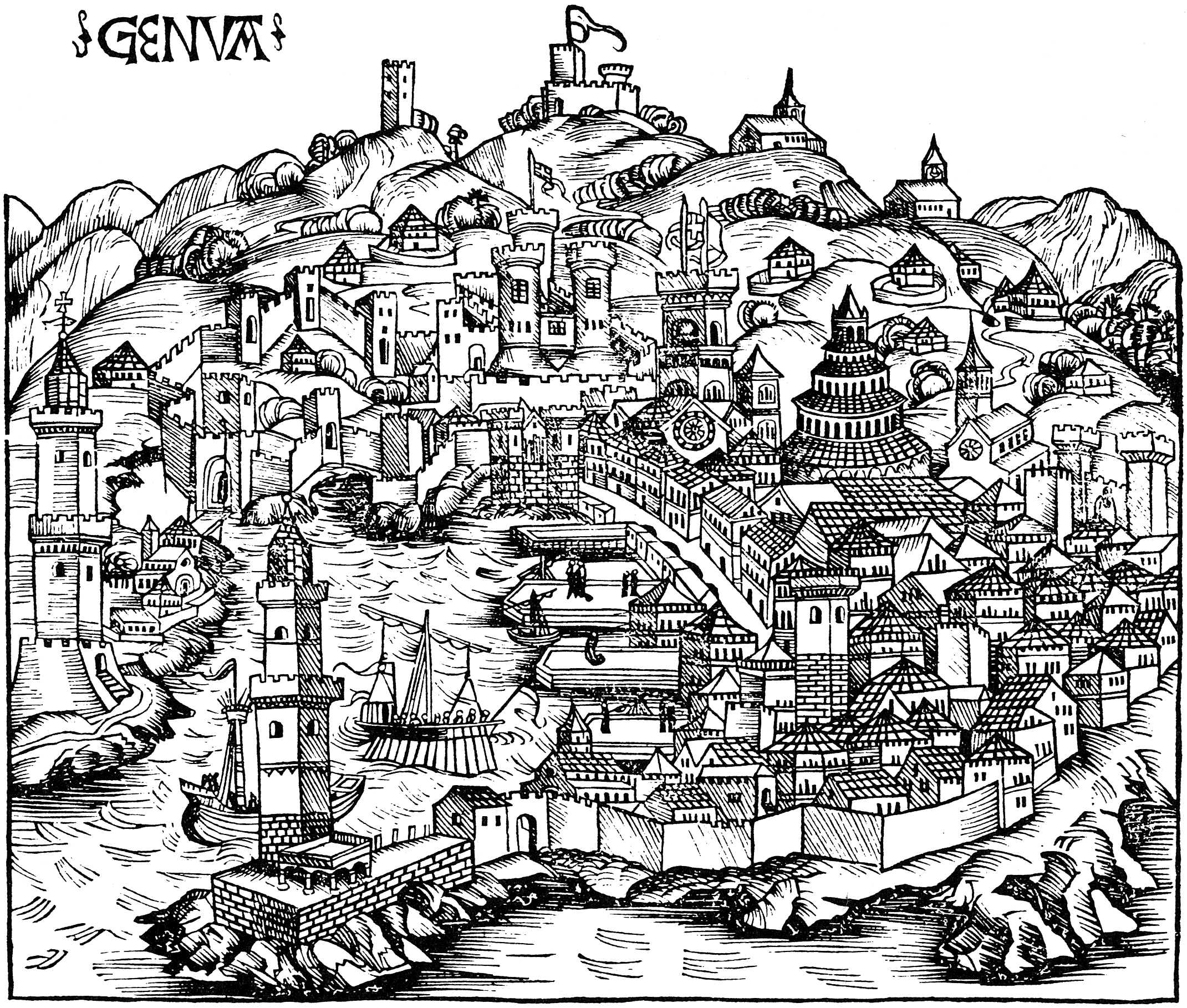
Thành phố Genova khoảng năm 1490

Tuy nhiên, sự phồn vinh này không tồn tại lâu. Cái chết Đen được nhập khẩu vào châu Âu vào năm 1349 từ địa điểm thương mại của Genova tại Caffa (Theodosia) ở Crimea, trên Biển Đen. Theo sau một sự sụp đổ về kinh tế và dân số, Genova noi theo mô hình nhà nước Venezia, và được lãnh đạo bởi một doge (xem Doge của Genova). Những cuộc chiến tranh với thành Venezia tiếp tục, và Trận chiến Chioggia (1378-1381), kết thúc với chiến thắng về tay Venezia. Sau một giai đoạn bị cai trị bởi người Pháp từ 1394-1409, Genova dưới quyền thống trị của dòng họ Visconti xứ Milano. Genova mất Sardegna về tay Aragon, Corse do nổi loạn và mất các thuộc địa Trung Đông về tay Đế chế Ottoman và những người Ả Rập.

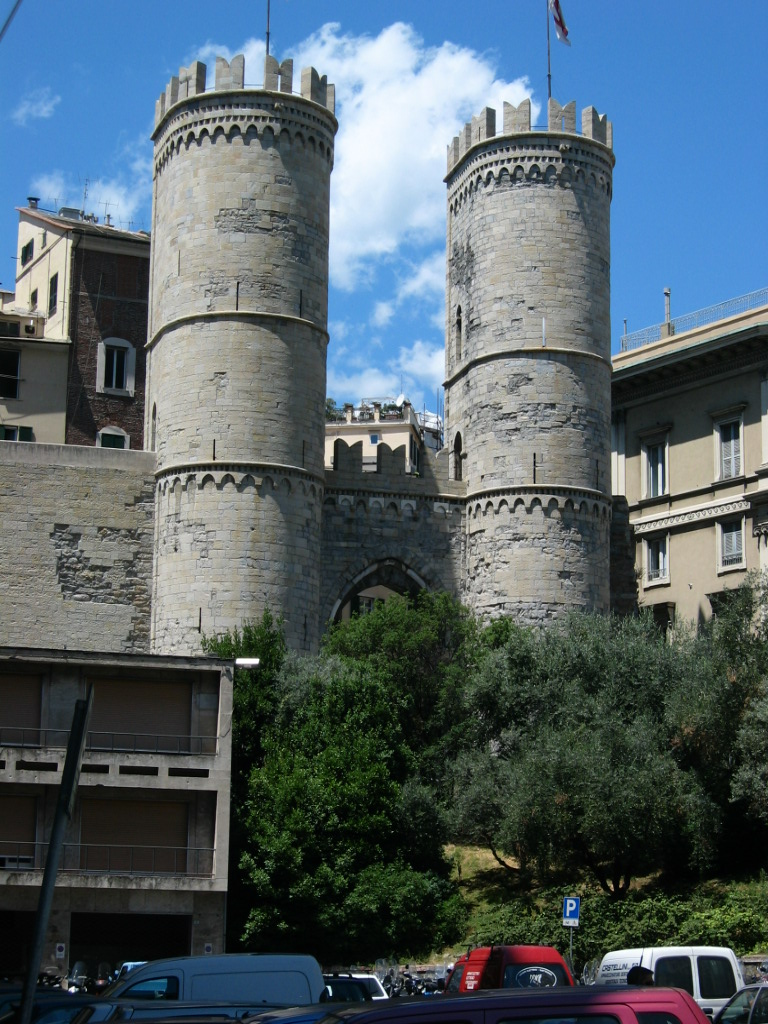
Những cổng thời trung cổ của Genova là những sống sót hiếm có của thời huy hoàng của thành phố và là thắng cảnh nổi tiếng nhất của thành phố

Christopher Columbus, một người của thành phố Genova, tặng một phần mười thu nhập của ông về sự khám phá ra châu Mỹ cho Tây Ban Nha cho Ngân hàng San Giorgio ở Genova để giảm thuế đánh trên thức ăn. Móc nối với Tây Ban Nha được hỗ trợ thêm bởi Andrea Doria, người thiết lập một hiến pháp mới vào năm 1528, làm Genova trở thành một vệ tinh của Đế chế Tây Ban Nha. Dưới sự hồi phục kinh tế được đảm bảo, nhiều gia đình Genova tích lũy được một lượng tài sản lớn. Vào thời huy hoàng của Genova trong thế kỉ 16, thành phố này thu hút nhiều nghệ sĩ, bao gồm cả Rubens, Caravaggio và Van Dyck. Kiến trúc sư nổi tiếng Galeazzo Alessi (1512-1572) đã thiết kế nhiều palazzi lộng lẫy của thành phố. Một số nghệ sĩ người Genova theo phong cách Baroque và Rococo định cư từ các nơi khác và một số nghệ sĩ địa phương trở nên nổi tiếng.
Genova chịu đựng đạn pháo của quân Pháp vào năm 1684, và bị chiếm bởi Áo vào năm 1746 trong suốt Chiến tranh Austrian Succession. Vào năm 1768, Genova bị buộc nhượng vùng Corse cho Pháp.

### Lịch sử sau này

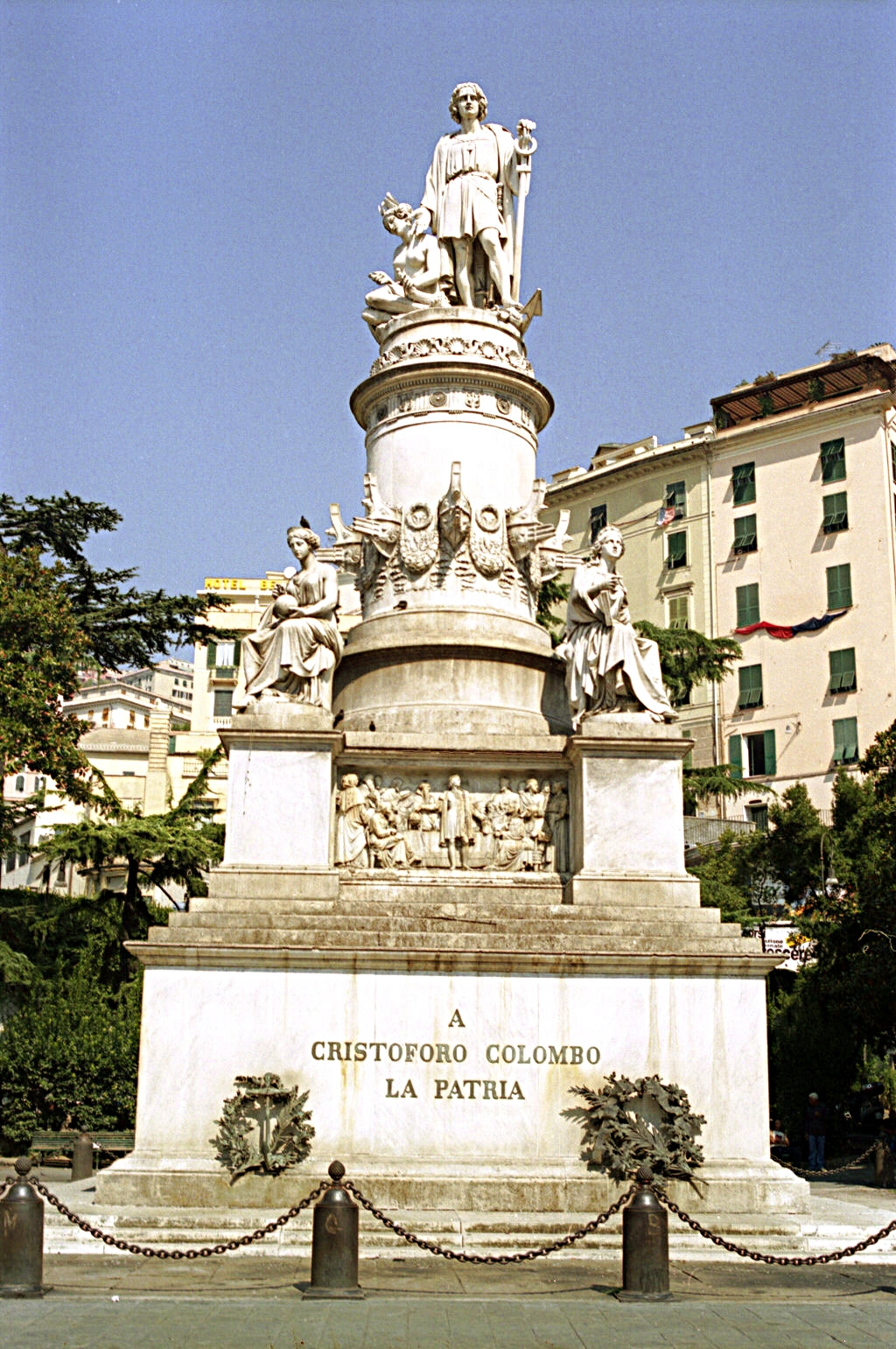
Tượng đài Christopher Columbus ở Piazza Acquaverde

Với sự chuyển dịch của kinh tế thế giới và các tuyến đường thương mại sang Thế giới Mới và xa khỏi vùng Địa Trung Hải, ảnh hưởng về kinh tế và chính trị của Genova đi vào sự suy giảm đều đặn.
Vào năm 1797, dưới áp lực của Napoléon, Genova trở thành một thành phố bảo hộ bởi Pháp và được gọi là Cộng hòa Liguria, bị nhập vào Pháp vào năm 1805. Mặc dù người Genova nổi dậy chống lại người Pháp vào năm 1814 và tự giải phóng thành phố, các đoàn đại biểu tại Hội nghị Wien trừng phạt bằng cách sáp nhập nó vào Piedmont (Vương quốc Sardegna), do đó kết thúc cuộc đấu tranh ba thế kỉ bởi Nhà Savoy để chiếm đoạt thành phố. Thành phố nhanh chóng nổi tiếng như là một điểm nóng của nền cộng hòa chống lại nha Savoy, mặc dù sự hợp nhất với nhà Savoy rất có lợi về mặt kinh tế. Với sự lớn mạnh của phong trào Risorgimento, người Genova biến cuộc đấu tranh của họ từ viễn ảnh của Giuseppe Mazzini về một nước cộng hòa địa phương thành một nước Ý thống nhất dưới một triều đình Savoy khá thoáng. Vào năm 1860, Giuseppe Garibaldi bắt đầu từ Genova với hơn một ngàn tình nguyện viên để bắt đầu chiến dịch. Điều này gọi là sự khởi hành của hàng ngàn người và một tượng đại được dựng lên trên tảng đá mà nhóm người đó bắt đầu đi.
Trong Chiến tranh thế giới thứ hai các phi đội Anh bỏ bom thành phố Genova và một quả bom rơi vào nhà thờ San Lorenzo mà không phát nổ là bây giờ được trưng bày cho công chúng tại bảo tàng của nhà thờ.

## Các thắng cảnh chính
Genova là thành phố cổ lớn thứ nhì ở Ý và đáng để đi xem, bao gồm cả Piazza de Ferrari nơi nhà hát opera và Palazzo Ducale, Genova ở đó. Cũng có một ngôi nhà nơi mà Christopher Columbus được tin là sinh ra ở đó.
Một phần của thành phố cũ, khu Strada Nuova hay là Via Garibaldi, được cho vào Danh sách Di tích Thế giới trong năm 2006. Quận này được thiết kế vào giữa thế kỉ 16 để làm nơi tọa lạc cho các cung điện Mannerist của các gia đình nổi tiếng nhất của thành phố, bao gồm Palazzo Rosso, Palazzo Blanco, Palazzo Grimaldi và Palazzo Reale. Trường cao đẳng nghệ thuật nổi tiếng, Museì di Strada Nuova và Palazzo del Principe cũng tọa lạc trên đường này.
Các thắng cảnh khác của thành phố bao gồm Nhà thờ Thánh Lorenzo (Cattedrale di San Lorenzo), Cảng cổ (Porto Antico), được biến đổi thành một khu thương xá bởi kiến trúc sư Renzo Piano, và nghĩa trang Staglieno nổi tiếng với các tượng đài và các pho tượng. Bảo tàng Nghệ thuật phương Đông (Museo d'Arte Orientale) có một trong những bộ sưu tập nghệ thuật Đông phương lớn nhất châu Âu.
Ngoài các thắng cảnh của thành phố cổ, Genova cũng có aquarium lớn thứ hai trên thế giới tọa lạc cũng ở khu phố cảng cũ nhắc đến ở trên. Cảng Genova cũng là nơi có ngọn hải đăng từ thời cổ đại, kiểu "La Lanterna". Đó là ngọn hải đăng cổ xưa nhất mà vẫn còn làm việc trên thế giới, một trong 5 ngọn cao nhất, là ngọn cao nhất xây bằng gạch và là một thắng cảnh của Genova.

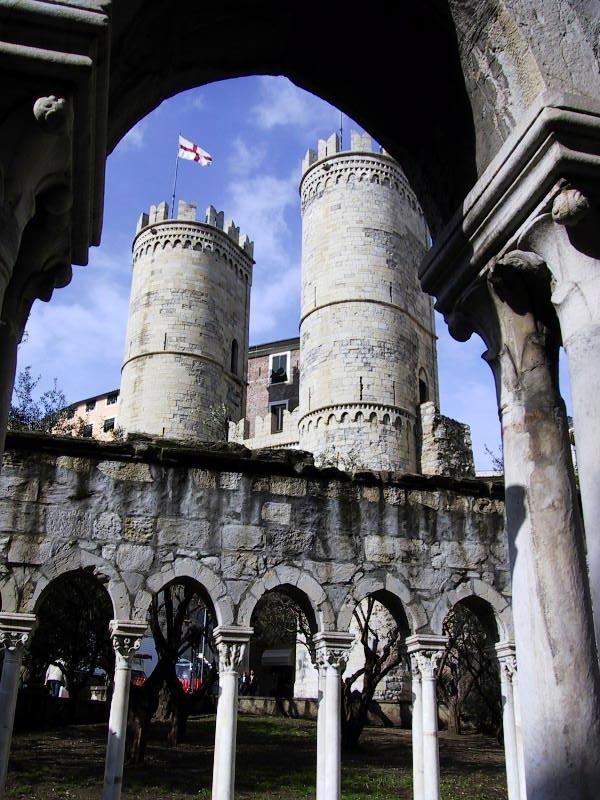
Porta Soprana
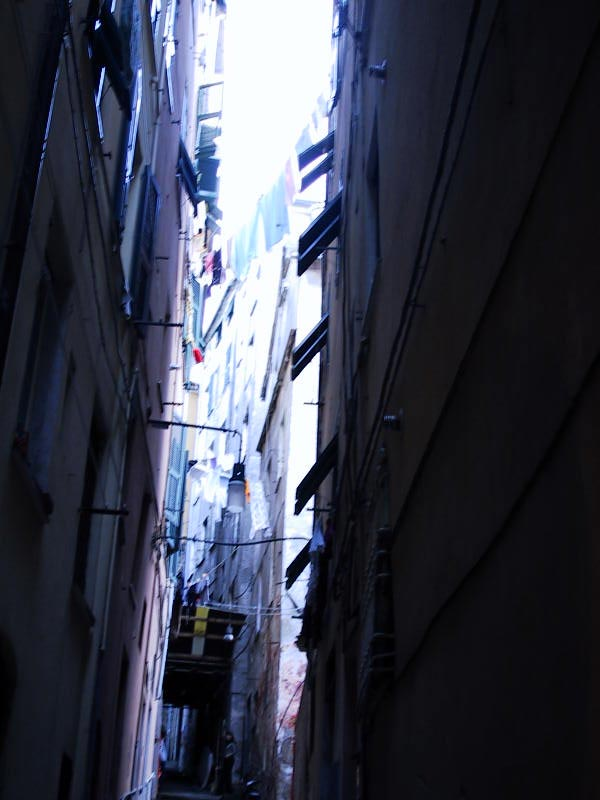
Những ngõ cao và hẹp rất thông thường tại Genova
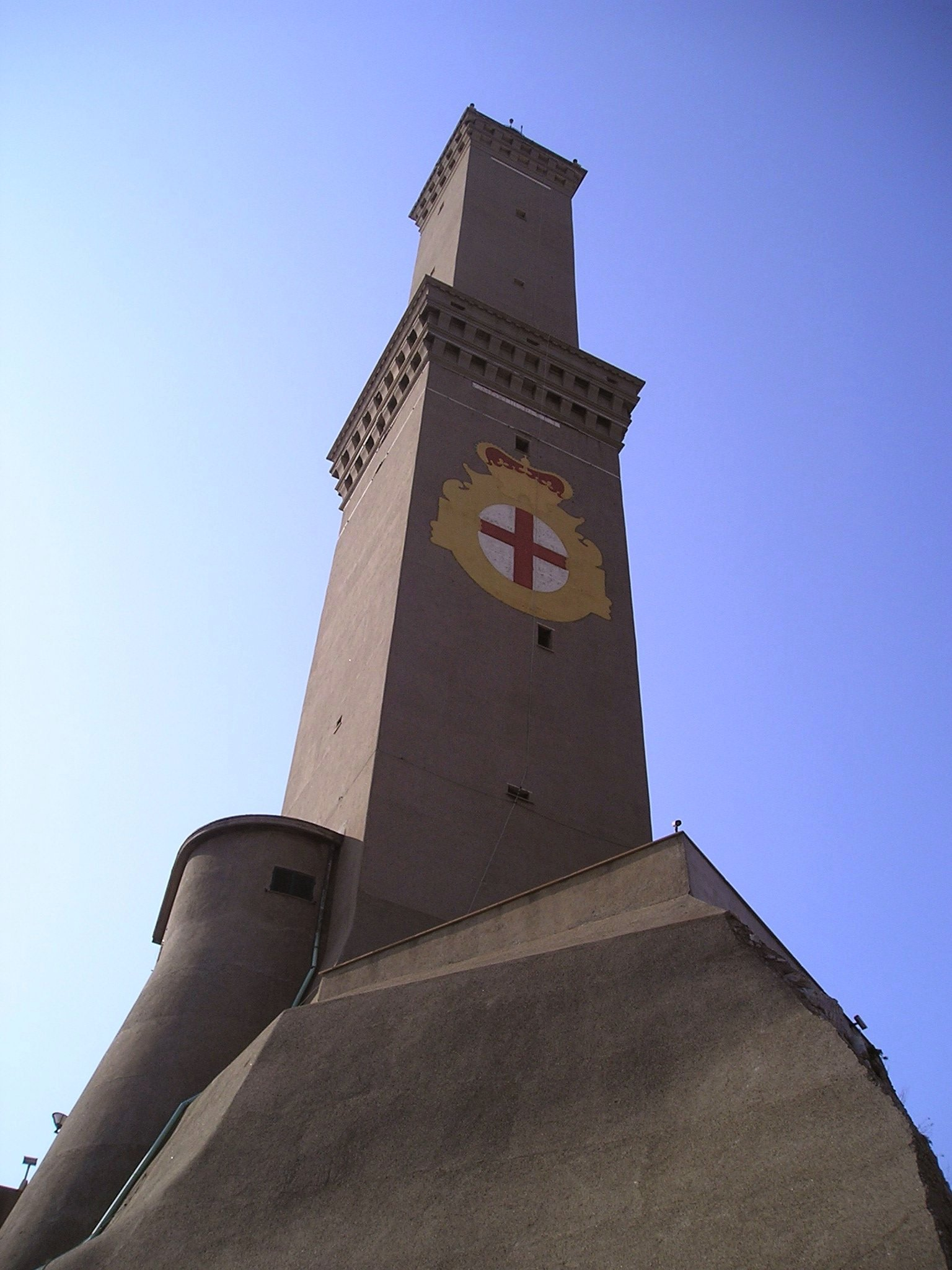
Ngọn hải đăng La Lanterna
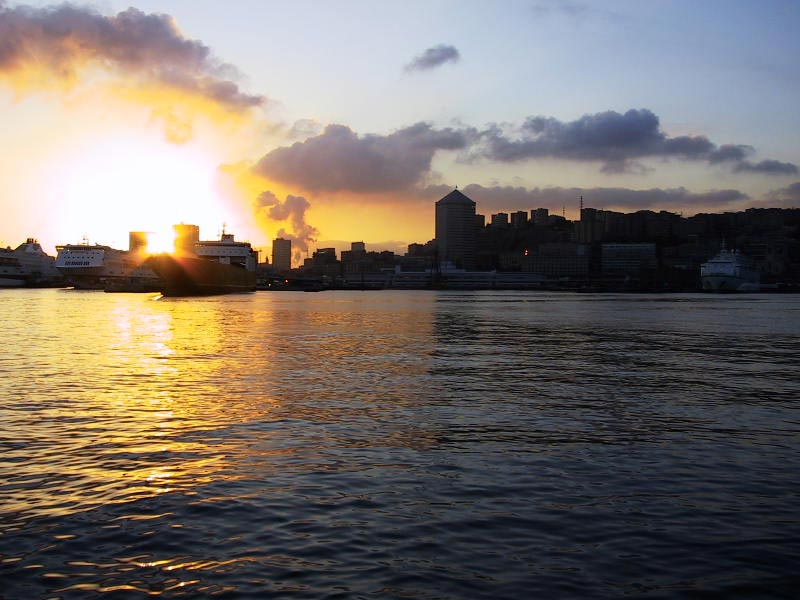
Mặt Trời lặn tại cảng Genova
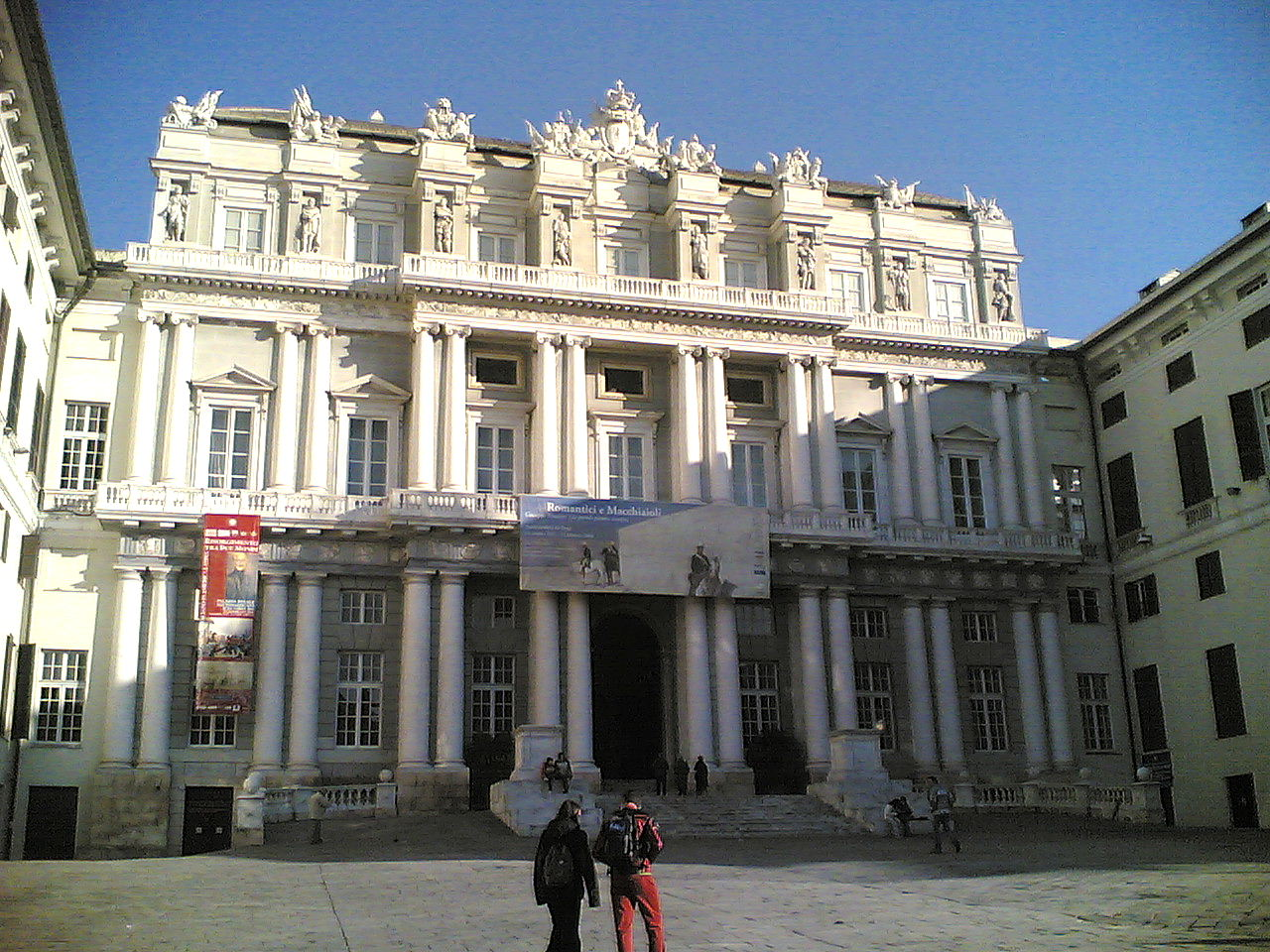
Palazzo Ducale
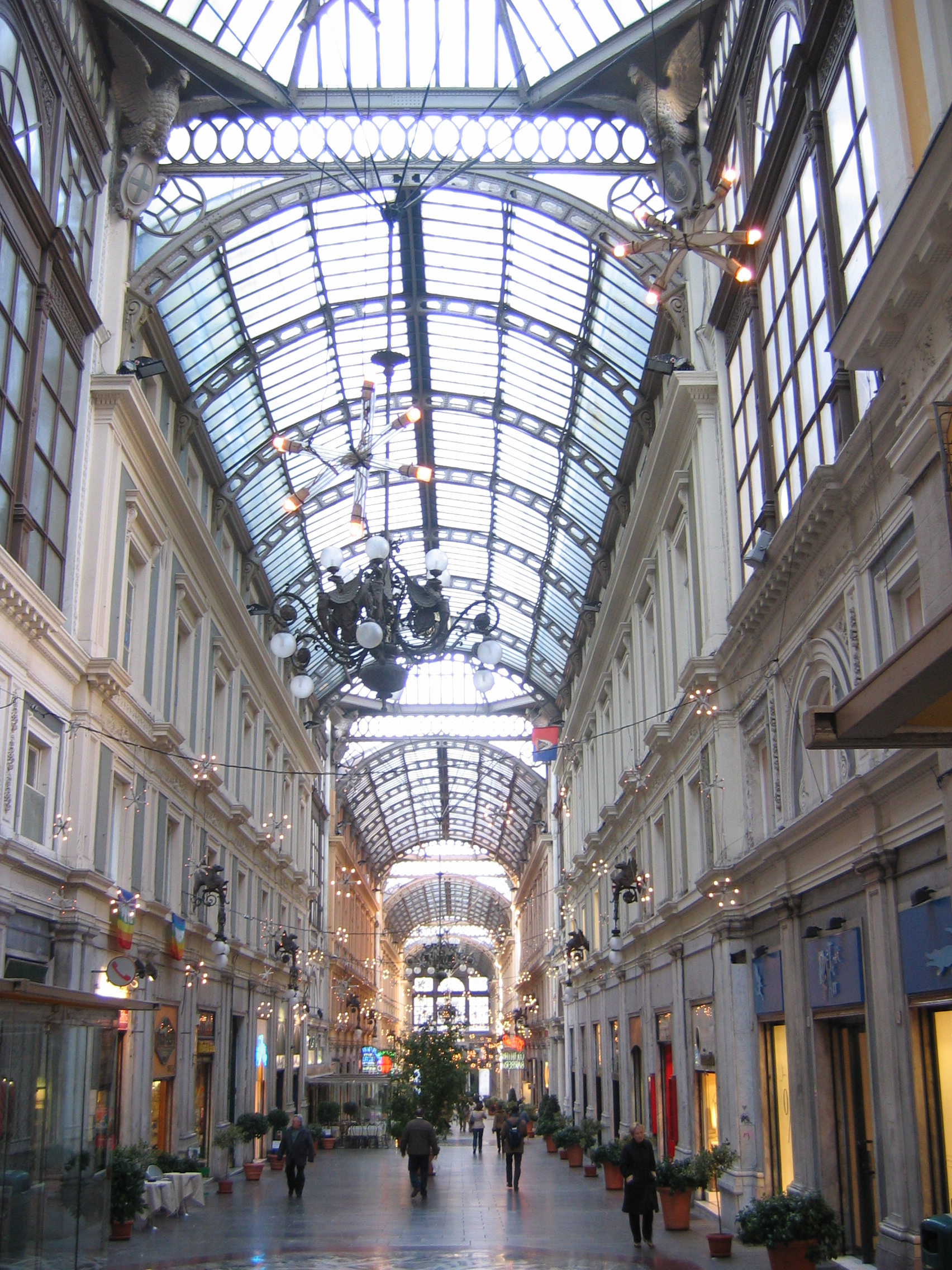
Galleria Mazzini
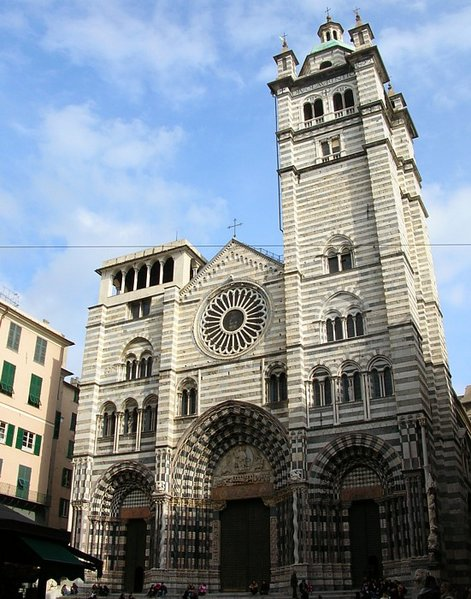
Cattedrale di San Lorenzo

## Khí hậu
| Dữ liệu khí hậu của Genova                            | Dữ liệu khí hậu của Genova | Dữ liệu khí hậu của Genova | Dữ liệu khí hậu của Genova | Dữ liệu khí hậu của Genova | Dữ liệu khí hậu của Genova | Dữ liệu khí hậu của Genova | Dữ liệu khí hậu của Genova | Dữ liệu khí hậu của Genova | Dữ liệu khí hậu của Genova | Dữ liệu khí hậu của Genova | Dữ liệu khí hậu của Genova | Dữ liệu khí hậu của Genova | Dữ liệu khí hậu của Genova |
| Tháng                                                 | 1                          | 2                          | 3                          | 4                          | 5                          | 6                          | 7                          | 8                          | 9                          | 10                         | 11                         | 12                         | Năm                        |
| ----------------------------------------------------- | -------------------------- | -------------------------- | -------------------------- | -------------------------- | -------------------------- | -------------------------- | -------------------------- | -------------------------- | -------------------------- | -------------------------- | -------------------------- | -------------------------- | -------------------------- |
| Cao kỉ lục °C (°F)                                    | 20.3 (68.5)                | 22.5 (72.5)                | 23.5 (74.3)                | 28.2 (82.8)                | 32.3 (90.1)                | 34.0 (93.2)                | 35.4 (95.7)                | 35.4 (95.7)                | 32.9 (91.2)                | 27.5 (81.5)                | 24.6 (76.3)                | 20.8 (69.4)                | 35.4 (95.7)                |
| Trung bình ngày tối đa °C (°F)                        | 11.5 (52.7)                | 12.2 (54.0)                | 14.6 (58.3)                | 16.8 (62.2)                | 20.5 (68.9)                | 23.9 (75.0)                | 27.3 (81.1)                | 27.7 (81.9)                | 24.4 (75.9)                | 20.0 (68.0)                | 15.1 (59.2)                | 12.5 (54.5)                | 18.9 (66.0)                |
| Trung bình ngày °C (°F)                               | 8.5 (47.3)                 | 9.1 (48.4)                 | 11.4 (52.5)                | 13.6 (56.5)                | 17.4 (63.3)                | 20.8 (69.4)                | 24.1 (75.4)                | 24.4 (75.9)                | 21.2 (70.2)                | 16.9 (62.4)                | 12.1 (53.8)                | 9.5 (49.1)                 | 15.8 (60.4)                |
| Tối thiểu trung bình ngày °C (°F)                     | 5.5 (41.9)                 | 6.0 (42.8)                 | 8.2 (46.8)                 | 10.5 (50.9)                | 14.2 (57.6)                | 17.6 (63.7)                | 20.9 (69.6)                | 21.0 (69.8)                | 17.9 (64.2)                | 13.8 (56.8)                | 9.2 (48.6)                 | 6.5 (43.7)                 | 12.6 (54.7)                |
| Thấp kỉ lục °C (°F)                                   | −6.8 (19.8)                | −5.0 (23.0)                | −3.6 (25.5)                | 4.0 (39.2)                 | 7.2 (45.0)                 | 9.7 (49.5)                 | 14.2 (57.6)                | 13.7 (56.7)                | 10.2 (50.4)                | 5.3 (41.5)                 | 0.6 (33.1)                 | −3.6 (25.5)                | −6.8 (19.8)                |
| Lượng Giáng thủy trung bình mm (inches)               | 101.8 (4.01)               | 74.0 (2.91)                | 81.7 (3.22)                | 88.0 (3.46)                | 72.4 (2.85)                | 58.2 (2.29)                | 24.2 (0.95)                | 69.3 (2.73)                | 136.4 (5.37)               | 171.3 (6.74)               | 108.8 (4.28)               | 93.1 (3.67)                | 1.079,2 (42.49)            |
| Số ngày giáng thủy trung bình (≥ 1.0 mm)              | 7.7                        | 5.6                        | 6.9                        | 8.1                        | 7.0                        | 5.0                        | 2.8                        | 5.0                        | 6.0                        | 8.0                        | 7.1                        | 6.5                        | 75.7                       |
| Độ ẩm tương đối trung bình (%)                        | 61                         | 63                         | 61                         | 70                         | 71                         | 71                         | 67                         | 66                         | 66                         | 66                         | 64                         | 64                         | 66                         |
| Số giờ nắng trung bình tháng                          | 117.8                      | 127.1                      | 158.1                      | 192.0                      | 220.1                      | 246.0                      | 294.5                      | 266.6                      | 201.0                      | 173.6                      | 111.0                      | 111.6                      | 2.219,4                    |
| Nguồn: Servizio Meteorologico (nắng, độ ẩm,1961–1990) |                            |                            |                            |                            |                            |                            |                            |                            |                            |                            |                            |                            |                            |

## Các nhân vật nổi tiếng

Bản đồ Liguria có hình Genova

Những nhân vật nổi tiếng từ thành Genova bao gồm nhà thám hiểm hàng hải Cristoforo Colombo và Andrea Doria, Nicolay de Caveri, nhà soạn nhạc Niccolò Paganini và Michele Novaro, danh họa Domenico Piola, nhà yêu nước người Ý Giuseppe Mazzini và Gerolamo Nino Bixio, nhà văn và dịch giả Fernanda Pivano, nhà thơ Edoardo Sanguineti, chính trị gia Palmiro Togliatti, kiến trúc sư Renzo Piano, người đạt giải Nobel về vật lý năm 2002 Riccardo Giacconi, Giải Nobel Văn chương năm 1975 Eugenio Montale, nghệ sĩ Vanessa Beecroft, diễn viên hài kịch Gilberto Govi và Paolo Villaggio, ca sĩ dân ca Fabrizio de André và Ivano Fossati, diễn viên Vittorio Gassman.

## Nhân khẩu

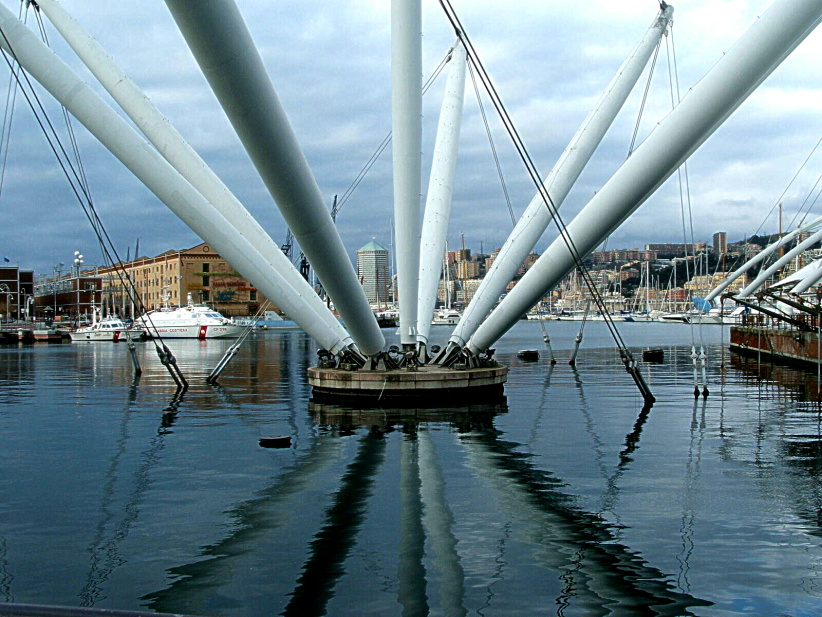
The big "bigo" in the ancient port

Dân cư thành phố hầu như hoàn toàn người Ý. Người Ý từ miền nam va miền bắc đã theo nhau dọn tới đây vào cuối thập niên 1900. Ước lượng có 95,3% dân số là gốc Ý. Nhưng đã có sự gia tăng đáng kể của dân định cư đến từ Nam Mỹ, Đông Âu và một số nhỏ đến từ châu Á .
Dân định cư (2004)
- Ecuador - 10.169
- Albania - 2.781
- Maroc - 2.189
- Peru - 1.795
- Người Hoa - 910
- România - 746

## Các thông tin khác
- Hải cảng Genova là hải cảng lớn nhất Ý. Trong vùng Địa Trung Hải nó lớn thứ hai, chỉ sau hải cảng Marseille của nước láng giềng Pháp.
- The Aquarium of Genova was the largest in châu Âu at the time it was built.
- The Đại học Genova, with 40.000 students (một trong những đại học lớn nhất ở Ý) was founded in 1471.
- Genoa Cricket & Football Club founded in 1893.
- Unione Calcio Sampdoria, football club founded in 1946 from the merger of two existing clubs, Andrea Doria (founded in 1895) and Sampierdarenese (founded in 1911).
- The 27th G8 summit took place in Genova in tháng 7 năm 2001, resulting in riots and the shooting and killing of a protestor and a violent crackdown by the police.
- For 2004, the European Union designated Genova as the European Capital of Culture, along with the French City of Lille.
- In 1922 the Genova Conference was the first economic conference that included a representative from the newly-communist Soviet Socialist Republics.

## Xem thêm

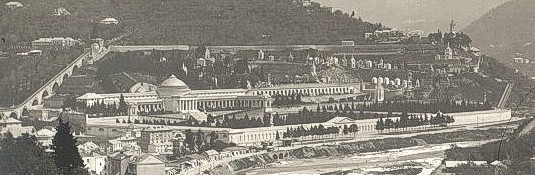
Staglieno: A monumental cemetery